# La copa daurada
La copa daurada (títol original en anglès The Golden Bowl) és una pel·lícula dirigida per James Ivory i estrenada l'any 2000. Ha estat doblada al català.

## Argument
El príncep Amerigo, un aristòcrata arruïnat, s'ha de casar amb Maggie, la filla d'Adam Verver, un magnat col·leccionista d'art. Abans del casament, Amerigo té una última trobada amb la seva amant Charlotte, que també es troba en una situació econòmica precària. Tots dos van a buscar un regal de noces per a Maggie i estan a punt de comprar una copa daurada. Per l'atzar de la vida, Charlotte acaba casant-se amb Adam Verver i d'aquesta manera pare, filla i els dos amants es converteixen en una família. Però, ben aviat, avorrits per la seva nova vida plena de luxes, Amerigo i Charlotte reprendran la seva relació clandestina. Per una coincidència, la copa daurada donarà la pista a Maggie de la infidelitat del seu marit amb la seva madrastra.

## Repartiment
- Kate Beckinsale: Maggie Verver
- Jeremy Northam: Prince Amerigo
- Uma Thurman: Charlotte Stant
- Nick Nolte: Adam Verver
- James Fox: Coronel Bob Assingham
- Anjelica Huston: Fanny Assingham
- Madeleine Potter: Lady Castledean